# SVC
Tụ bù tĩnh có dung lương thay đổi hay còn gọi là SVC (Static VAR Compensator) là một thiết bị bù công suất phản kháng tác động nhanh trên lưới truyền tải điện áp cao.
SVC là một thiết bị trong nhóm thiết bị truyền tải điện xoay chiều linh hoạt (FACTS). Nó được dùng để điều chỉnh điện áp và tăng khả năng ổn định của hệ thống điện. Yếu tố static cho thấy, SVC sử dụng các thiết bị không chuyển động hay rõ hơn là sử dụng các thiết bị điện tử công suất để điều chỉnh thông số thiết bị hơn là sử dụng máy cắt và dao cách ly.
Trước khi phát minh ra SVC, người ta phải sử dụng các máy phát điện cỡ lớn hay tụ đồng bộ để bù công suất phản kháng.
SVC là thiết bị tự động điều chỉnh điện kháng, được chế tạo để điều chỉnh điện áp tại các nút đặt SVC và điều chỉnh công suất phản kháng. 
Nếu hệ thống thừa công suất phản kháng hay điện áp tại nút cao hơn giá trị cho phép, SVC sẽ đóng vai trò là các kháng bù ngang. Khi đó, SVC sẽ tiêu thụ công suất phản kháng từ hệ thống và hạ thấp điện áp tại nút điều chỉnh.
Ngược lại, nếu hệ thống thiếu công suất phản kháng, các tụ bù ngang sẽ được tự động đóng vào. Do đó, công suất phản kháng được bơm thêm vào hệ thống, điện áp của nút được cải thiện.
SVC cũng thường được đặt tại các vị trí có tải thay đổi nhiều với tốc độ cao, như lò điện. SVC dùng để làm trơn dao động điện áp.

## Mô tả

Sơ đồ 1 sợi của một SVC điển hình; một cuộn dây điện cảm được điều khiển bằng thyristor (TCR) được nối với ba bộ tụ đóng cắt bằng cơ khí

### Nguyên tắc hoạt động
Một SVC điển hình gồm các tụ bù ngang được đóng cắt riêng biệt, được kết nối với cuộn dây điện cảm (có hoặc không có lõi sắt) được điều chỉnh bằng thyristor. Nhờ việc thay đổi góc dẫn của thyristor mà điện kháng đẳng trị của SVC có thể thay đổi liên tục được. Do đó, công suất phản kháng của lưới điện có thể được bơm vào hay hút đi một cách liên tục. Theo cấu trúc này, các tụ điện sẽ điều chỉnh thô, sau đó, các TCR sẽ điều chỉnh giá trị cảm kháng, kết quả là giá trị điện kháng đẳng trị là một giá trị liên tục. Điều chỉnh trơn hơn và linh hoạt hơn có thể thực hiện được bằng cách sử dụng bộ tụ điện được đóng cắt bằng thyristor hay TCCS (thyristor-controlled capacitor switching).
Thyristor là các thiết bị điều chỉnh tĩnh bằng điện. Thyristor, cũng như các thiết bị bán dẫn khác, luôn phát nhiệt, nước đã khử i ôn được dùng để làm mát.
Các tải cảm kháng thay đổi nhanh trong mạch (như các lò điện) có thể làm biến đổi dạng sóng điều hòa của điện áp. Và do đó, các bộ lọc sóng điện tử công suất lớn được sử dụng để làm trơn sóng điện áp. Bản thân các bộ lọc sóng điều hòa này lại có tính dung, do đó, chúng cung cấp công suất phản kháng cho lưới điện.
Các thiết bị SVC thường được đặt ở những nơi có yêu cầu điều chỉnh điện áp chính xác. Việc điều chỉnh điện áp thường dùng các bộ điều khiển có phản hồi (closed-loop). Việc điều chỉnh điện áp được tiến hành từ xa bằng hệ thống SCADA hoặc bằng tay theo giá trị đặt.

### Kết nối
Nói chung, SVC không làm việc ở điện áp của đường dây, nó thường được nối qua máy biến áp tăng áp, với điện áp đường dây phía cao (ví dụ 230 kV) xuống điện áp thấp hơn (ví dụ 9,5kV) Việc giảm điện áp làm việc của SVC nhằm kích thước và số lượng thiết bị của SVC (chủ yếu do các bộ tụ bù ngang có điện áp làm việc thấp). Mặc dù việc làm này làm cho các cuộn dây điên cảm có kích thước lớn hơn để chịu được dòng điện lớn.
Các van thyristor của SVC có dạng hình đĩa, với đường kính hàng inch, do đó, chúng thường được đặt trong nhà.

## Lợi ích
Lợi ích chính của việc sử dụng SVC so với các tụ bù được đóng cắt cơ khí là chúng phản ứng gần như tức thời với sự thay đổi điện áp của hệ thống. Vì lý do này, chúng thường hoạt động ở gần sát nút điều chỉnh để đạt hiệu quả điều chỉnh cao nhất khi có nhu cầu. SVC nói chung rẻ hơn, có dung lượng cao hơn, điều chỉnh nhanh hơn và tin cậy hơn so với các thiết bị bù khác như máy bù đồng bộ.